# Siphocampylus boliviensis
Siphocampylus boliviensis är en klockväxtart som beskrevs av Alexander Zahlbruckner. Siphocampylus boliviensis ingår i släktet Siphocampylus och familjen klockväxter. Inga underarter finns listade i Catalogue of Life.